# Marita Skammelsrud Lund
Marita Skammelsrud Lund, née le 29 janvier 1989 à Ski, est une footballeuse internationale norvégienne évoluant au poste de défenseur ou de milieu défensif. Elle évolue avec l'équipe nationale et le club de Lillestrøm.

## Biographie
Durant son enfance, elle joue dans deux clubs norvégiens, avant de partir vivre à Singapour pendant quatre ans, de 1997 à 2001, où elle continue à jouer au football. 
Elle est la nièce de Bent Skammelsrud, ancien international norvégien.

### Parcours en club
Elle effectue l'intégralité de sa carrière professionnelle dans le même club, celui de Lillestrøm.

### Parcours en équipe nationale
Marita joue dans les diverses sélections de jeunes de la Norvège. Elle reçoit sa première sélection avec l'équipe A le 27 octobre 2007, lors d'un match contre la Russie.

## Palmarès

### En sélection
- Finaliste de l'Euro 2013

### En club
- Championne de Norvège en 2012, 2014,2015 et 2016
- Vice-championne de Norvège en 2008, 2009 et 2013
- Vainqueur de la Coupe de Norvège en 2014, 2015 et 2016